# Jean Marais, le mal rouge et or
Pour plus de détails, voir Fiche technique et Distribution.

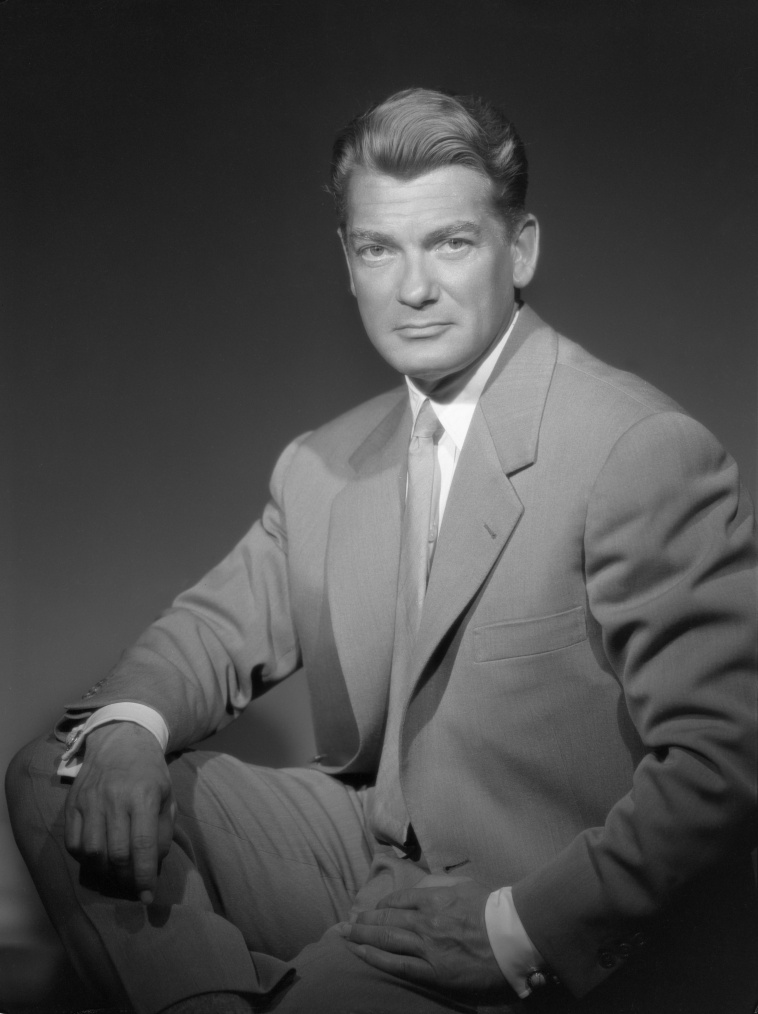
Jean Marais.

Jean Marais, le mal rouge et or est un documentaire français réalisé par Armand Isnard, sorti en 2006.

## Synopsis
Portrait de l'acteur mythique Jean Marais. Nous le suivons de sa rencontre et de son amitié scellée à jamais avec Jean Cocteau, jusqu'aux derniers instants de sa vie et de son apaisement trouvé dans la sculpture, retiré du cinéma.
L'ambition de ce documentaire, réalisé du vivant de l’acteur, à la fois émouvant et divertissant, est de révéler au spectateur le vrai Jean Marais. L'homme de cœur. Le plus humble, le plus gentil et le plus généreux des « monstres sacrés ». Pour lui sa vie était une suite de bonheur et de chance : « Enfant, j’étais un monstre à visage d’ange qui deviendra un monstre sacré. »
La star dont on ne connaît le plus souvent que les traits d'une exceptionnelle beauté, la grâce athlétique, le sens de l'honneur et l'extraordinaire énergie. « Marais ne vieillit pas il accumule des jeunesses successives » disait François Chalais. À l'aide d'images d'archives, de documents, d'extraits de films, de témoignages et de séquences tournées sur place, en partie à Vallauris où le héros de « L’Éternel Retour » a laissé son empreinte, à travers des anecdotes et des portraits, Jean Marais se raconte et parle évidemment de son art, de sa magnifique carrière, mais aussi de sa mère qu'il adorait et dont il aimait à dire qu'elle était la « fiancée de Dieu », de son enfance pour le moins tumultueuse, de ses désirs profonds, de ses espérances déçues, de son amour pour le théâtre, de ses succès. De ses amis aussi. Car Jean Marais, ce demi-Dieu à l'allure d'adolescent rêveur, n'a jamais travaillé qu'avec celles et ceux qu'il aimait : Yvonne de Bray (qu’il considérera comme sa seconde mère). Bien sûr, parmi ces personnalités, Jean Cocteau occupe une place à part. Comme on le sait, c'est lui qui a donné au jeune homme ardent et à l'époque « en détresse », l'amour dont il avait besoin pour vivre : « Au fond je considère que je suis né en 1937. En réalité je suis né en 1913 mais je suis né quand j’ai rencontré Jean Cocteau puisque c’est lui qui m’a créé complètement »
C'est que, loin d'être l'homme d'un seul homme, le héros romantique de « L'Aigle à deux têtes » dissimulait avec pudeur sa vie privée. Qui sait, par exemple qu'il faillit bien épouser Mila Parély.
On l'aura compris, ce documentaire se propose de dresser le portrait de l'un des artistes les plus talentueux de notre époque et de retracer la fabuleuse existence d'un saltimbanque de génie dont la vocation était de jouer. Mais, bien au-delà, de cerner la personnalité d'un être hors du commun, à la sensibilité exacerbée, tout en puissance et en fragilité, aux innombrables qualités humaines. « Cocteau ne voyait que toutes mes qualités c’était son seul défaut »
Sa vie c’était le théâtre. « Le mal rouge et or » comme disait Cocteau en parlant du théâtre. En rentrant à la Comédie Française pour monter Britannicus en 1951, Marais voulait introduire une diction normale pour qu’on parle le vers au lieu de le chanter comme le faisaient jusqu’alors les acteurs du Français.
Sans jamais cabotiner, Marais parle de son goût du risque et du perfectionnisme avec une incroyable modestie professionnelle : « Je ne m’entraine pas et en général tout ce qui est dangereux je ne le répète pas. Il y a un spécialiste qui répète pour moi et je le regarde attentivement, il me donne des conseils et je vois d’après ce qu’il fait le danger à éviter et en général je le fais du premier coup et on tourne à trois ou quatre appareils pour m’éviter de recommencer plusieurs fois les prises »
La 1re fois qu’il fut doublé par Gil Delamare c’était dans Fantômas se déchaîne (1965) dans la séquence de chute libre en saut en parachute qui demandait de la technicité qu’il ne pouvait avoir et pour prouver sa sincérité on le voit, en exercice privé, apprendre à sauter en parachute pour la 1re fois de sa vie à 52 ans. L’exception confirmant la règle, la 2e fois ce fut dans le film Le Saint prend l’affût au cours duquel, lors d’une audacieuse cascade en voiture, Gil Delamare se tua après une spectaculaire embardée suivie de plusieurs tonneaux, en 1966.
Un portrait riche en extraits de films : Les Mystères  de Paris – Le Capitan - Le Sang d'un poète de Jean Cocteau – La belle et la bête –– Le Masque de fer – Le Saint prend l’affût – Le Miracle des loups, de pièces de théâtre : Le Cid en 1986 avec Francis Huster - L’Aigle à deux têtes avec Edwige Feuillère - L’amour masqué de Sacha Guitry et de documents sur Jean Cocteau et l’actrice Pearl White.
Les quinze dernières années de sa vie, Marais ne tournait plus de film mais de la terre pour sa poterie dans sa maison et son atelier à Vallauris « la Rebelissière » : « peindre ou créer était pour moi un acte d’amour ».

## Fiche technique
- Titre original : Jean Marais, le mal rouge et or
- Réalisation : Armand Isnard
- Commentaire : Armand Isnard
- Photographie : Pierre Beaumard
- Montage : Astrid Cabrita
- Scripte : Patricia Dorlin
- Son : Gilles Mariani et Eric Boizot Delorme
- Mixage : Hervé Marignac
- Société de production : Cat productions KTO
- Postproduction : MédiaCenter
- Directrice de production : Janine Rodier
- Assistante de production : Danielle Paris
- Archives : Gaumont-Pathé et CNC
- Pays d’origine :  France
- Langue originale : français
- Format : 35 mm — couleur - noir et blanc — son monophonique
- Genre : documentaire
- Durée : 52 minutes
- Date de sortie : 2006

## Participation
- Jacques Collard
- Jacqueline Fery
- Nini Pasquali[2]
- Francis Huster
- Armand Isnard : narrateur voix off